# HyperZ

HyperZ

HyperZ ist der Name einer Sammlung von verschiedenen Techniken zur Effizienz-Verbesserung von Grafikchips, die ATI Technologies entwickelt hat und bei den Radeon Grafikchips zum Einsatz kommt.
HyperZ wurde mit der ersten Radeon eingeführt und ATI Technologies behauptete, dass HyperZ eine 20%ige Steigerung der Render-Effizienz ermöglicht. So könne die Radeon 1,5 GigaTexel/s Füllrate liefern, obwohl die theoretisch nur 1,2 GigaTexel/s erreichen könne. Praktische Tests zeigten tatsächlich eine Steigerung der Geschwindigkeit, so dass die eigentlich schwächere Radeon zu der GeForce 2 GTS aufschließen konnte.
Mit jedem neuen Grafikkern überarbeitete und verbesserte ATI diese Techniken. So wurde mit der Radeon 8500 HyperZ II eingeführt, ab der Radeon 9700 kam HyperZ III+ zum Einsatz und die bisher letzte Entwicklungsstufe, HyperZ HD, kam mit der Radeon X800 auf den Markt.
Nvidia hat mit der GeForce 3 eine ähnliche Technologie mit dem Namen Lightspeed Memory Architecture (LMA) eingeführt.

## Funktionsweise
HyperZ besteht aus drei Mechanismen:
Z Kompression: Der Z-Buffer wird mit einem verlustfreien Kompressionsverfahren gespeichert um die notwendige Datenrate für das Lesen oder Schreiben des Z-Buffers zu minimieren.
Fast Z Clear: Statt beim Löschen des Z-Buffer diesen komplett mit Nullen zu füllen und damit Datenrate fürs Schreiben zu verbrauchen, wird einfach ein ganzer Block des Z-Buffers zum Löschen markiert.
Hierarchical Z-Buffer: Diese Technik erlaubt das Überprüfen von zu rendernden Pixeln, ob diese überhaupt in der fertigen Szene sichtbar sind. Diese unnötigen Pixel werden dann verworfen, bevor sie die Render-Pipeline belasten.